# 西交民巷23号
西交民巷23号是北京市西城区西交民巷23号的全国人大机关的办公区。

## 简介
西交民巷23号有被称作“23号院”的全国人大办公楼。此处原是中华人民共和国铁道部一所设计院的旧楼，1980年代末，全国人大支付一定资金后，接手该楼使用。前门西大街1号的全国人大机关办公楼2010年建成启用前，全国人大多数专门委员会、全国人大常委会工作委员会和机关单位集中在西交民巷23号院办公。
2010年全国人大机关办公楼建成后，多数单位已迁至全国人大机关办公楼办公，仅留下《中国人大》杂志社等单位仍在西交民巷23号办公。2013年12月19日，在《中国人大》杂志创刊20周年前夕，中共中央政治局常委、全国人大常委会委员长张德江来到《中国人大》杂志社调研，看望干部职工，并召开人大新闻宣传工作座谈会。2015年12月18日，在全国人大常委会委员长张德江视察《中国人大》杂志社工作两周年前夕，由《中国人大》杂志社开通的首个专业服务全国人大及地方各级人大工作的微信公众号“西交民巷23号”正式上线，全国人大常委会副秘书长窦树华及全国人大机关有关部门负责人参加了开通仪式。西交民巷23号坐北朝南，大门上方悬挂有中华人民共和国国徽。